# Diocèse de San Carlos de Bariloche
Le diocèse de San Carlos de Bariloche (en latin : Dioecesis Sancti Caroli Vurilocensis ; en espagnol : Diócesis de San Carlos de Bariloche) est un diocèse de l'Église catholique en Argentine, suffragant de l'archidiocèse de Bahía Blanca.

## Territoire
Il comprend cinq départements de la province de Río Negro : Bariloche, Ñorquincó, Nueve de Julio, Pilcaniyeu, Veinticinco de Mayo ce qui correspond à un territoire de 78 000 km2 divisé en 17 paroisses.
Le siège épiscopal est dans la ville de San Carlos de Bariloche où se trouve la cathédrale Notre-Dame-du-Nahuel-Huapi.

## Historique
Le diocèse est érigé le 22 juillet 1993 par la constitution apostolique In hac beati du pape Jean-Paul II en prenant sur le territoire du diocèse de Viedma.
Par la lettre apostolique Beatam Virginem du 18 juillet 1994, Jean-Paul II décrète que la Vierge Marie vénérée sous le vocable de Notre-Dame des Neiges et saint Charles Borromée sont les principaux patrons du diocèse.

## Évêques
- Rubén Oscar Frassia (22 juillet 1993 - 25 novembre 2000), nommé évêque d'Avellaneda
- Fernando Carlos Maletti (20 juillet 2001 - 6 mai 2013), nommé évêque de Merlo-Moreno
- Juan José Chaparro Stivanello, C.M.F (9 juillet 2013 - 20 octobre 2022), nommé évêque de Merlo-Moreno
- Juan Carlos Ares, depuis le 19 mai 2023